# Forever + Ever x Infinity
Forever + Ever x Infinity è il decimo album in studio del gruppo musicale statunitense New Found Glory, pubblicato nel 2020. 

## Tracce
1. Shook By Your Shaved Head – 2:44
2. Greatest of All Time – 2:58
3. Double Chin for the Win – 2:39
4. Nothing to Say – 2:02
5. Stay Awhile – 3:25
6. Himalaya – 3:02
7. Same Side Sitters – 3:15
8. Like I Never Existed – 3:18
9. More and More – 4:11
10. Do You Want to Settle Down? – 2:41
11. The Way You Deserve – 3:50
12. Trophy – 2:55
13. Scarier Than Jason Voorhees at a Campfire – 2:58
14. Birthday Song But Not Really – 2:59
15. Slipping Away – 5:15

Durata totale: 48:12
Edizione deluxe
1. Backseat – 3:34
2. The Devil Has Many Faces – 2:34
3. The Last Red-Eye – 3:33
4. Ferris Wheel – 2:53
5. Puzzles – 3:18
6. The New Abnormal – 3:35

## Formazione
- Jordan Pundik – voce
- Chad Gilbert – chitarra, cori
- Ian Grushka – basso
- Cyrus Bolooki – batteria, percussioni